# Cara Mia
Cara Mia è il singolo di debutto del cantante svedese Måns Zelmerlöw, estratto dall'album Stand By For... e pubblicato il 5 marzo 2007 da Warner Music Sweden.
Il singolo ha preso parte al Melodifestivalen 2007, classificandosi terzo con 171 punti.

## Tracce
1. Cara Mia – 3:04
2. Cara Mia (PJ Harmony Day remix) – 3:22
3. Cara Mia (PJ Harmony At Nite remix) – 3:43
4. Cara Mia (Perra Dance remix) – 4:04
5. Cara Mia (versione acustica) – 4:02

## Classifiche
| Classifica (2007) | Posizione massima |
| ----------------- | ----------------- |
| Finlandia         | 4                 |
| Svezia            | 1                 |